# Cattedrale di Santa Maria (Città del Capo)
La cattedrale di Santa Maria di Città del Capo è la chiesa madre dell'arcidiocesi di Città del Capo in Sudafrica.

## Storia
Il terreno sul quale venne eretta la cattedrale venne comprato nel 1839 dal vescovo dell'epoca. Due anni dopo si posò la prima pietra dell'edificio, il cui progetto venne sviluppato dall'architetto tedesco Carl Otto Hagger. La chiesa venne quindi consacrata il 28 aprile 1851.

## Descrizione
L'edificio presenta uno stile neogotico.